# Henrik Reuterdahl
Henrik Reuterdahl (11 septembre 1795 à Malmö - 28 juin 1870 à Uppsala) est un pasteur luthérien suédois qui est archevêque de l'Église de Suède à Uppsala de 1856 à sa mort.

## Biographie
Né à Malmö, il est orphelin très tôt et doit compter sur les autres pour son éducation et son soutien. Malgré cela, il réussit à faire des études supérieures à l'Université de Lund en théologie, philologie et histoire de l'Église, influencé par des personnalités académiques locales telles qu'Erik Gustaf Geijer ainsi que par les œuvres de Schleiermacher qui est apprécié à Lund. Il publie plus tard une histoire complète de l'Église en Suède (4 volumes, 1838–1866). Reuterdahl est professeur associé au séminaire théologique jusqu'en 1826 et en 1844, il devient professeur de dogme. Reuterdahl est membre de l'Académie royale des sciences de Suède à partir de 1848 et de l'Académie suédoise à partir de 1852.